# Festival de la Cançó d'Eurovisió Júnior 2011
El Festival d'Eurovisió Júnior 2011 se celebrarà el 3 de desembre del 2011 al  complex esportiu i de concerts Karèn Demirtxian d'Erevan a Armènia a les 19:30h (CET), encara que ells any anteriors començava a les 20:15h (CET). La diferència de tres hores que Armènia es porta amb la resta d'Europa és el que ha obligat a canviar l'horari. També es limita a un 25% el màxim d'anglès que poden contenir les cançons, ja que cada país cantarà en el seu idioma oficial. És la primera volta que el país amfitrió és el país guanyador de l'any anterior.
Sietse Bakker serà el nou supervisor del Festival d'Eurovisió Júnior i realitzarà el seu treball junt amb Jon Ola Sand, que és el nou supervisor executiu del Festival d'Eurovisió, en substitució de Svante Stockselius. Els dos, van assumir les seues funcions en plenitud l'1 de gener de 2011.

## Països participants

Països participants.
Països participants en el passat però no en 2011.

En aquesta edició, 13 països participaran en el festival d'Eurovisió Júnior 2011 segons la llista oficial publicada per la UER, encara que la mateixa UER ha assegurat que és possible que hi hagi noves incorporacions:

### Participants
| Núm. | País                | Artista             | Cançó                  | Traducció al català    | Posició | Punts |
| ---- | ------------------- | ------------------- | ---------------------- | ---------------------- | ------- | ----- |
| 01   | Rússia              | Ekaterina Ryabova   | Kak Romeo i Dzhulyetta | Com Romeo i Julieta    | 3       | 99    |
| 02   | Letònia             | Amanda Bašmakova    | Meness suns            | Gos de lluna           | 12      | 31    |
| 03   | Moldàvia            | Lerica              | No-No                  | No, no                 | 6       | 78    |
| 04   | Armènia             | Dalita              | Welcome to Armenia     | Benvinguts a Armènia   | 5       | 85    |
| 05   | Bulgària            | Ivan Ivanov         | Supergeroy             | Super-heroi            | 8       | 60    |
| 06   | Lituània            | Paulina Skrabytė    | Debesys                | Nuvols                 | 10      | 53    |
| 07   | Ucraïna             | Kristall            | Evropa                 | Europa                 | 11      | 42    |
| 08   | A.R.I. de Macedònia | Dorijan Dlaka       | Zhimi Ovoj Frak        | T'ho juro pel meu frak | 12      | 31    |
| 09   | Països Baixos       | Rachel              | Ik ben een teenager    | Sóc una adolescent     | 2       | 103   |
| 10   | Belarús             | Lidiya Zabolotskaya | Angely dobra           | Els àngels del bé      | 3       | 99    |
| 11   | Suècia              | Eric Rapp           | Faller                 | Caure                  | 9       | 57    |
| 12   | Geòrgia             | Candy               | Candy Music            | Música de caramel      | 1       | 108   |
| 13   | Bèlgica             | Femke               | Een kusje meer         | Un petó més            | 7       | 64    |

## Altres països

### Països retirats
- Malta: Anton Attard, president de la PBS Malta|Public Broadcasting Services, va declarar que després d'haver sostingut una sèrie de reunions amb compositors, autors i cantants locals, es podria prendre la decisió de deixar de participar en el Festival d'Eurovisió Júnior per a tornar a realitzar el "Maltija Konkors Kanuznetta", que va ser un popular festival musical que es va deixar de celebrar en 2003 quan el país va començar a participar en el certamen infantil.[7]
- Sèrbia:No participarà finalment en aquesta edició.

### Retorns descartats
- Romania: El 2010 no van participar per problemes econòmics, i aquest any han confirmat a la web ESCkaz.com que no tornaran el 2011.
- Espanya:[8] Un grup de persones han creat una pàgina en facebook per demanar a TVE que torni a participar en l'edició de 2011. La UER va negociar fins a l'últim moment amb TVE, que finalment va mostrar interès a participar però no ha pogut per manca de temps.

### Debuts descartats
- Itàlia: La UER va negociar la participació d'aquest país a Eurovisió Júnior després d'haver tornat el 2011 al Festival d'Eurovisió dels adults, però igual que Espanya no ha pogut confirmar la seva participació per falta de temps.
- San Marino: Va confirmar en un principi la seua participació per debutar en aquesta edició, però es va retirar finalment sense arribar a participar-hi a causa de la falta de temps per dur a terme una candidatura.

### Retirades descartades
- Ucraïna: La cap de la delegació de la Natsionalna Telekompaniya Ukrainy, Victoria Romanova, va expressar en una conferència de premsa els seus dubtes sobre la continuïtat del certamen, argumentant que si el Festival d'Eurovisió ja és una gran pressió per a molts adults, el mateix ocorre amb els xiquets i el Festival d'Eurovisión Júnior; la diferència radica en el fet que els adults són adults i decidixen per ells mateixos si volen participar, mentre que els xiquets podrien ser manipulats.[9] Finalment, han decidit participar i ja han confirmat la seva participació.